# 金森九郎
金森 九郎（かなもり くろう、1907年（明治40年）5月26日 - 1977年（昭和52年）6月23日）は、日本の実業家。富士製鉄常務取締役、日本原色押花協会会長を務めた。
姪・和子の長男は、第28代自由民主党総裁・第102代内閣総理大臣の石破茂である。

## 経歴
東京都渋谷区出身。牧師・金森通倫の四男。5歳の時に母が亡くなり、長姉の三寿子が母代わりとなる。
1925年、旧制東京高等師範学校附属中学校を卒業した。その後、旧制静岡高等学校を卒業した。1932年、東京帝国大学工学部冶金学科を卒業した。日鉄、八幡製鉄所に入り、広畑製鉄所研究所各勤務の後、1942年に東京帝国大学第二工学部冶金学科助教授となり、1945年には教授に就任する。
1955年に世界最小の温度調節溶鉱炉を完成させた。1962年、富士製鉄取締役に就任した。後に常務に就任し、1967年に退任する。

## 人物
キリスト教伝道師をしていた父の家庭で育ち、洗礼も受けYMCAのメンバーだったが、クリスチャン面をした連中は虫が好かなかったため、青年時代に運動選手だった金森はいつもデカダン的な友人とつきあっていた。大学卒業までは太郎、次郎、五郎の3人の兄達から学資を貰っていたため、「無駄づかいはすまい」と酒、煙草はやらなかったが、友人の酒や遊びの席には、いつもつきあった。
一番好きな花は、白い野菊。趣味はスポーツ、釣り。宗教はキリスト教。住所は東京都杉並区阿佐谷北5丁目。

## 家族・親族
金森家
- 妻・貞子（1914年 - ?、東京、野口惣八の長女）[1][2]
- 長男[1][2]
- 二男[1][2]
- 長女[1][2]

親戚
- 兄・金森太郎（内務官僚）、金森次郎（山之内製薬取締役）[3]
- 姪・和子の夫・石破二朗（鳥取県知事、参議院議員）
- 長姉・三寿子の夫・東ヶ崎潔（ジャパンタイムズ社長）

## 著書
- 『原色押花』たたら書房、1968年。